# Fronteras exteriores de la Unión Europea y del espacio Schengen
Las fronteras exteriores de la Unión Europea y del espacio Schengen son las fronteras internacionales que dichas organizaciones comparten con los estados colindantes con el territorio sobre el que sus Estados miembros ejercen su soberanía nacional en Europa, África y América del Sur.
Los ciudadanos de la Unión Europea y aquellos otros que se beneficien del derecho a la libre circulación de personas en virtud del Derecho de la Unión Europea (art. 21 TFUE y Directiva 2004/38/CE) se ven sometidos, conforme al Código de Fronteras Schengen, a una inspección mínima cuando cruzan una frontera exterior consistente en la comprobación de documentos de viaje para verificar su identidad. Los nacionales de terceros países (en adelante, NTP), en cambio, deben someterse a su entrada a una comprobación más rigurosa que incluye la verificación del objeto de la estancia, la comprobación de que disponen de medios de subsistencia suficientes, así como su búsqueda en el Sistema de Información de Schengen (SIS) y en las bases de datos nacionales.
El Código de Fronteras Schengen no prevé un sistema de anotación de los desplazamientos transfronterizos de los viajeros. Actualmente, el sellado del documento de viaje es el único modo de averiguar la duración de la estancia de un nacional de un tercer país, que en principio no puede superar los 90 días en un periodo de 180. No existe así un medio electrónico uniforme en la UE que permita determinar si un nacional de un tercer país ha sobrepasado su periodo de estancia. 
La falta de medios ya mencionada supone, según la Comisión Europea, que tampoco existan datos fiables del número de inmigrantes en situación irregular. Calculado entre 1,9 y 3,8 millones de personas, se considera que la mayoría entraron de forma legal pero que han agotado el periodo de estancia máxima. En 2010 fueron detectadas y corregidas 505 220 situaciones irregulares, lo que supone un pequeño porcentaje de las personas que se calcula han sobrepasado la estancia autorizada.
La situación de los medios para controlar las fronteras exteriores debe además tenerse en cuenta conforme al elevado flujo de personas que anualmente las atraviesan: más de 700 millones, la mitad a través de aeropuertos comunitarios. Las previsiones de aquí a 2030 indican además que el número de usuarios de las líneas aéreas con destino a la UE aumentará en un 80 %, de los 400 millones de 2009 a aproximadamente 720 millones. Las necesidades de control y de agilización de unos flujos cada vez mayores han llevado a que las Instituciones de la UE se planteen una modernización del control de las fronteras exteriores mediante el uso de nuevas tecnologías.

## Fronteras
La Unión Europea tiene fronteras terrestres con diecinueve estados (es decir 12 440,8 kilómetros), incluyendo diez que están enclavados en su interior. La mayor frontera entre la Unión y otros países es la que separa de Noruega con una longitud de 2348 km, a la que le sigue la frontera con Rusia, que mide 2257 km.
Otras fronteras principales son las que tiene con Ucrania que con una longitud de 1257 km (y que se divide en dos partes debido a la presencia de Moldavia con la que la Unión comparte una frontera de 450 km) y con Bielorrusia que mide 1050 km. Otras fronteras importantes en términos de longitud, son aquellas que se encuentran entre la UE y Brasil con 730,4 km, Surinam con 510 km y Turquía con 446 km. La UE tiene una frontera de 15,9 kilómetros de largo con Marruecos (Ceuta, Melilla, así como algunos otros pequeños territorios españoles en África. Después de la salida del Reino Unido de la Unión, nuevas fronteras terrestres fueron creadas: 499 km con Irlanda y 1,2 km entre el territorio británico de Gibraltar y España.
También hay límites "internos" en la UE debido a la presencia de Estados que no pertenecen a la UE pero se encuentran rodeados por sus Estados miembros. Entre estos países isolados en la UE, dos son costeros: el enclave de Kaliningrado perteneciente a Rusia, y el Principado de Mónaco. El exclave ruso de Kaliningrado, que comparten una frontera con la Unión de 437 km de largo (longitud incluida en la frontera de 2257 kilómetros arriba). A fin de facilitar la vida de los habitantes del óblast, la Comisión Europea ha propuesto el 29 de julio de 2011 que se amplien a todas las personas la oportunidad de ir a Polonia y Lituania sin visa Schengen. La zona en cuestión se encuentra a 30 kilómetros de la frontera o a 50 km en casos excepcionales. El Principado de Mónaco tiene una frontera de 4,4 kilómetros con la Unión (190 km si se tiene en cuenta el hecho que sus aguas territoriales son rodeada por las aguas territoriales de la UE).
Suiza es un Estado sin litoral; sin embargo, se beneficia, desde la Convención de Mannheim de 1868, de las "aguas internacionales" que se extienden del último puente del Rin hasta el mar del Norte. Sin embargo, sigue sin salida al mar. Su frontera con la UE mide 1811 kilómetros. Liechtenstein, un pequeño estado fronterizo de Suiza, sin litoral y sin acceso al mar, tiene una frontera de 34,9 km con la UE.
Andorra es un estado sin salida al mar en el Pirineo y sin acceso al mar. Su frontera con la UE mide 120,3 km. En la bota italiana, dos estados pequeños tienen salida al mar, sin acceso al mar: la Santa Sede, o el Estado de la Ciudad del Vaticano, que comparte una frontera con la Unión de 3,2 km, y San Marino cuyo frontera mide 39 km.
Los Balcanes occidentales forman un conjunto encerrado en la UE. Albania tiene 282 km y Macedonia del Norte y Serbia tienen 394 km y 945 km de fronteras, respectivamente, con la UE. Además, dos países de los Balcanes occidentales tienen fronteras comunes con la UE desde la entrada de Croacia en 2013, aunque siguen rodeados por ella: se trata de Bosnia-Herzegovina y Montenegro. Kosovo es el único país balcánico sin frontera con la UE (este último estado, sin acceso al mar, no es reconocido unánimemente por la comunidad internacional, véase reconocimiento internacional de la independencia de Kosovo).
Existe una frontera de facto entre Chipre y la República Turca del Norte de Chipre pero este último estado no es reconocido internacionalmente (véase Relaciones exteriores).
En América del Sur la Guayana Francesa limita con Surinam y Brasil. Además en el Caribe, San Martín de Francia, limita con Sint Maarten (San Martín) de los Países Bajos que está fuera de la Unión.
La UE tiene fronteras marítimas con varios países. Estas fronteras son la continuidad marítima de las fronteras terrestres o completamente en el mar. Las fronteras exclusivamente marítimas incluyen:

Zona económica exclusiva (ZEE) de la Unión Europea.
Estados miembros de la Unión Europea y sus regiones ultraperiféricas.
ZEE de la UE.
Países y territorios de ultramar (PTU), perteneciendo a Estados miembros de la UE pero no en la UE.
ZEE de los PTU (ZEE fuera de la UE).
Estados reconocidos como candidados de la UE.
ZEE de los Estados candidatos.

- Argelia con España, Francia e Italia;
- Antigua y Barbuda con Guadalupe;
- Barbados con Martinica;
- Dominica con Guadalupe y Martinica;
- Egipto con Grecia y Chipre;
- las islas del Canal con Francia;
- las islas Feroe con Dinamarca;
- la isla de Man con Irlanda;
- Israel con Chipre;
- el Líbano con Chipre;
- Libia con Grecia, Italia y Malta;
- Mauricio con Reunión;
- Montenegro con Italia;
- Santa Lucía con Martinica;
- Siria con Chipre;
- Túnez con Italia y Malta;
- Venezuela con Guadalupe y Martinica.

### Reino Unido
La frontera entre Irlanda y el Reino Unido (en inglés The Republic of Ireland – United Kingdom border) es la frontera que separa a la nación constitutiva británica de Irlanda del Norte del resto de Irlanda. También se le conoce como la Frontera Irlandesa (the Irish border) o, simplemente como la frontera (the border). Fue trazada el 6 de diciembre de 1922, mediante el Tratado anglo-irlandés, con el que 26 de los 32 condados irlandeses se separaron del Reino Unido y formaron el Estado Libre de Irlanda. Sin embargo, el Reino Unido mantuvo la soberanía de los 6 condados restantes, siendo estos actualmente parte integrante del Reino Unido.
La frontera se extiende a lo largo de 499 km entre Lough Foyle (al oeste) y Carlingford Lough (al este), en el mar de Irlanda. Esta es la única zona en la que comparten frontera terrestre el Reino Unido e Irlanda. Debido a que tanto Irlanda como el Reino Unido pertenecen a la Zona Común de Viajes, no suele haber controles fronterizos, si bien tanto el Reino Unido como Irlanda tienen derecho a efectuarlos, como así han hecho en varias ocasiones.

### Rusia
La situación del territorio de Kaliningrado le confiere un papel preponderante en las relaciones bilaterales. Dicho territorio, parte de la antigua Prusia Oriental, perteneció a Alemania hasta el final de la Segunda Guerra Mundial, cuando fue integrado en la URSS, de quien Rusia lo heredó.
Cuando la Unión Europea completó su proceso de ampliación hacia el este en 2004, Kaliningrado se convirtió enclave ruso en territorio rodeada por la UE. Separado del territorio ruso y circundado por Lituania y Polonia, Kaliningrado tiene una superficie de 15 000 km² y una población de un millón de habitantes, de los que casi la mitad viven en la capital.

## Regulación de las fronteras exteriores del espacio Schengen

### Agencia Europea de la Guardia de Fronteras y Costas
La Agencia Europea de la Guardia de Fronteras y Costas (también conocida como Frontex, acrónimo de «Fronteras Exteriores») es la agencia de la Unión Europea encargada de la vigilancia y protección de las fronteras exteriores de la Unión y del espacio Schengen, siendo de facto la guardia costera y fronteriza de la UE. Además colabora y coordina la acción fronteriza de la UE gracias a un sistema de gestión y control fronterizo, formada por la propia Frontex y las autoridades nacionales encargadas de la gestión de las fronteras, incluidas las guardias costeras.
Frontex se creó en 2004. En 2016, el órgano se modernizó para convertirse en la Agencia Europea de la Guardia de Fronteras y Costas, y se ampliaron sus competencias. La agencia renovada comenzó a funcionar oficialmente el 6 de octubre de 2016 en el punto de control fronterizo Kapitan Andreevo (entre Bulgaria y Turquía).

### Controles fronterizos
Todas las personas que cruzan las fronteras exteriores —entrantes o salientes— tienen que ser objeto de al menos un control mínimo, aunque los viajeros que no son de la UE, del Espacio Económico Europeo (EEE) o Suiza, ni los miembros de su familia con derecho de libre circulación deben, en general, ser objeto de un control minucioso. La única excepción es para los trabajadores transfronterizos regulares (tanto los que tienen el derecho de libre circulación como los ciudadanos de países terceros) que son conocidos por los guardias de la frontera: una vez que una comprobación inicial ha demostrado que no hay alerta por el registro relacionado con ellos en el Sistema de Información de Schengen o bases de datos nacionales, solo pueden estar sujetos a controles ocasionales «al azar», en lugar de controles sistemáticos cada vez que cruzan la frontera.
Los controles en las fronteras exteriores se encuentran en las carreteras que cruzan una frontera, en los aeropuertos, en los puertos marítimos y en los trenes. Por lo general, no hay una valla a lo largo de la frontera terrestre, pero hay excepciones como la valla de Ceuta, y algunos lugares en el frontera oriental. Sin embargo, los sistemas de cámaras de vigilancia, algunas equipadas con tecnología de infrarrojos, se encuentran en algunos puntos más críticos, por ejemplo, en la frontera entre Eslovaquia y Ucrania. A veces, los controles en las fronteras exteriores están situados en territorio que no es Schengen, pero dentro de la UE.

### Estancias cortas y visados de tránsito
Las normas aplicables a los visados de entrada a corto plazo en el espacio Schengen se establecen en el Reglamento de la UE, el cual contiene dos listas: una lista de las nacionalidades (o clases de soporte del documento de viaje) que requieren un visado para una estancia de corta duración (el anexo I) y una lista de los que no lo necesitan (la lista del anexo II).

### Condiciones de entrada para ciudadanos de países terceros
Una visa Schengen o una exención de visado no hace, en sí misma, dar derecho a un viajero a entrar en el espacio Schengen. El Código de fronteras Schengen enumeran los requisitos que deben cumplir los nacionales de terceros países que les permitirá entrar en el espacio Schengen. Para este fin, un ciudadano de un país tercero es una persona que no disfruta del derecho de libre circulación (es decir, una persona que no sea de la UE, del EEE o Suiza, ni un miembro de la familia de esa persona que está en posesión de un permiso de residencia con la indicación «miembro de la familia de un ciudadano de la UE» o «miembro de la familia de un ciudadano del EEE o CH»). 
- Sello de salida para viaje aéreo emitido en el aeropuerto de Praga.
- Sello de salida para viaje en tren, emitido en la estación de Tren Bad Schandau.
- Sello de salida para viaje por carretera, emitido en el cruce fronterizo Korczowa.
- Sello de salida para viaje marítimo, emitido en el puerto de Helsinki.

### Tráfico fronterizo local en las fronteras exteriores
Los Estados Schengen que comparten una frontera terrestre exterior con un Estado no miembro de la UE están autorizados en virtud del Reglamento CE 1931/2006 a celebrar o mantener acuerdos bilaterales con terceros países vecinos a efectos de la aplicación de un régimen de tráfico fronterizo menor. Tales acuerdos definen un área de borde que puede extenderse hasta un máximo de cincuenta kilómetros a ambos lados de la frontera, y proveer para la emisión de permisos de tráfico fronterizo a los residentes de la parte no Schengen de la zona fronteriza. Los permisos pueden ser utilizados para cruzar la frontera exterior dentro de la zona fronteriza, no son sellos de entrada o salida del espacio Schengen y deben mostrar el nombre y la fotografía del titular, así como una declaración de que el titular no está autorizado para desplazarse fuera de la zona fronteriza y que cualquier uso indebido será objeto de sanciones.

## Fronteras inteligentes
El término fronteras inteligentes se refiere a las distintas herramientas de control, cuyo denominador común es su contribución a la realización de controles más rápidos y eficaces y, en algunos casos, el uso de nuevas tecnologías para tener un mejor conocimiento de lo que sucede en las fronteras exteriores.

### Preparación de los próximos pasos en la gestión de fronteras en la UE
El 13 de febrero de 2008 la Comisión Europea emitió una Comunicación sobre la “preparación de los próximos pasos en la gestión de fronteras en la Unión Europea”, basada en dos documentos del año 2002: en Plan de Fronteras y su Comunicación sobre gestión integrada de fronteras. El documento de 2008, que cifra el movimiento en las fronteras exteriores en 300 millones de personas por aquel entonces, recoge los dos objetivos que en principio pueden parecer contradictorios: por un lado asegurar el cruce de fronteras sin problemas a pasajeros de buena fe y, por otro, garantizar la seguridad interna del espacio Schengen. Estas dos metas y la falta de los medios considerados adecuados por la Comisión Barroso le llevaron a identificar una serie de problemas conexos:
| - La inmigración clandestina. - El terrorismo y los delitos graves. | - La falta de datos. - La creciente presión de los flujos de pasajeros. | - Los retos de la migración económica. |

Las opciones de actuación que a juicio de la Comisión Europea se presentaban son las siguientes: 
- Mantener el estatus quo. Continuar con progresos como el uso del documento electrónico de viaje y la plena aplicación del Sistema de Información de Visados, así como mejorar la infraestructura de gestión de los flujos transfronterizos.
- Sistema de entrada y salida. El registro del lugar y la fecha de entrada de los nacionales de terceros países (NTP) permitiría detectar y revisar la situación de quienes hayan sobrepasado su derecho de estancia.
- Medidas para facilitar los flujos transfronterizos. Esta opción se compondría de tres formatos aplicables a las distintas categorías de viajeros:  
  - Programa de Viajeros Registrados para NTP, que se beneficiarían de controles automatizados más rápidos.
  - Establecimiento de un sistema único para los ciudadanos de la UE.
  - Adopción de normas mínimas que permitan el desarrollo de varios sistemas adaptados a las necesidades de los grupos de viajeros a y las características de cada espacio fronterizo de la UE. Estos sistemas tendrían dos vertientes: un sistema de viajeros registrados y el empleo de controles automatizados como puertas que comparasen los datos biométricos del viajero con los del pasaporte presentado.

La línea de actuación considerada más idónea por la Comisión Europea en este documento consiste en un término intermedio entre las opciones segunda y tercera: un sistema de entrada/salida para todos los nacionales de terceros, el Programa de Viajeros Registrados para los nacionales de terceros países y, para los ciudadanos de la UE, normas mínimas con los Sistemas de Viajeros Registrados y el sistema de Control Fronterizo Automatizado.

### Comunicación “Fronteras Inteligentes, opciones y camino a seguir”
Como respuesta a las peticiones formuladas por el Consejo Europeo en sus reuniones de 23 y 24 de junio de 2011, a los resultados de las consultas realizadas a los Estados miembros y a miembros de Parlamento Europeo, así como a la Comunicación del Supervisor Europeo de Protección de Datos, el 25 de octubre de 2011 la Comisión Europea dio un nuevo paso en este campo con la emisión de una Comunicación titulada “Fronteras inteligentes, opciones y camino a seguir”.
Los dos objetivos principales que perseguía la Comunicación de 2008 se mantienen en este nuevo documento de la Comisión Europea: mejorar la gestión y el control de los flujos de viajeros en las fronteras reforzando los controles y, al mismo tiempo, acelerar el paso de fronteras de los viajeros regulares ya que las largas colas en los aeropuertos ofrecen una mala imagen de la Unión Europea. Para ello propone un sistema formado por los dos siguientes componentes:
- Un Sistema de Registro de Entradas y Salidas (SES o EES). El sistema actual de sellado de pasaportes se vería sustituido por una base electrónica de datos en la que se almacenarían lugar, fecha de entrada y duración de las estancias autorizadas a los NTP.
- Un Programa de Viajeros Registrados (PVR). El flujo de viajeros frecuentes de terceros países se vería facilitado con una investigación previa de éstos tras la cual podrían beneficiarse de controles simplificados como las puertas automatizadas. La aplicación práctica del sistema sería la siguiente: el viajero presentaría su solicitud en un Consulado del país de destino. Una vez superadas las condiciones de entrada, se le suministraría una tarjeta que, junto a su pasaporte y las huellas dactilares, le permitirían cruzar las fronteras a través de puertas automáticas.

### Propuestas de Reglamentos
En la Comunicación de 25 de octubre de 2011 relativa a la necesidad de adopción del SES y el PVR, la Comisión Europea determinó que: «Ambos sistemas se fundamentarían en Reglamentos basados en el artículo 77 del Tratado de Funcionamiento de la Unión Europea (y, por tanto, exigirían su adopción por el Parlamento Europeo y el Consejo mediante procedimiento legislativo ordinario). Ambos sistemas exigirían la modificación de las disposiciones del Código de fronteras Schengen en materia de control fronterizo de las personas».
Conforme a lo anterior, el 28 de febrero de 2013 la Comisión presentó dos propuestas de Reglamento para establecer un Sistema de Entradas y Salidas y un Programa de Viajeros Registrados, junto con una propuesta de modificación del Reglamento 562/2006 por el que se establece el Código de Fronteras Schengen.
En cuanto a la regulación propuesta del PVR, cabe destacar que entre las distintas opciones barajadas por la Comisión finalmente se ha optado por permitir la presentación de las solicitudes en cualquier paso fronterizo y en cualquier consulado de los Estados miembros. El Capítulo II de esta propuesta recoge las condiciones para la concesión de esta solicitud de acceso.
El SES, por su parte, ha sido configurado por la Comisión en su propuesta un sistema que funcionaría en un primer momento como una base de datos centralizada que contendría solo datos numéricos y no ofrecería acceso a las autoridades con funciones coercitivas. El periodo de conservación de datos para los casos ordinarios sería de seis meses y, en caso de superación de la duración de estancia autorizada, de cinco años. Al cabo de tres años de funcionamiento, el SES pasaría a funcionar con datos alfanuméricos y biométricos (estos últimos en relación con las personas que no están sujetas a la obligación de visado). Al cabo de dos años de funcionamiento, se procedería a evaluar el SES. En ese momento, se reconsiderará la cuestión del acceso a efectos coercitivos, así como el periodo de conservación. Sin embargo, para poder dar a las autoridades con funciones coercitivas acceso a los datos generados por el sistema de entrada/salida en una segunda fase, deberá demostrarse claramente la necesidad y proporcionalidad de la utilización de estos datos con pruebas sólidas y el acceso debe combinarse con salvaguardas y limitaciones apropiadas.